# Палудан, Юлиус
Юлиус Палудан (дат. Julius Paludan; 11 августа 1843 года, Аллинге, Датско-норвежская уния — 2 декабря 1926 года, Фредериксберг, Дания) — датский писатель и историк литературы. Кавалер Ордена Данеброг (1892), Почетного знака Ордена Даннеброга (1899) и член  Королевского общества науки и знаний в Гётеборге (дат. Kungliga Vetenskaps- och Vitterhets-Samhället i Göteborg, 1909).
Долгие годы был преподавателем истории датской литературы в Копенгагенском университете и членом Датской Инспекции по высшему образованию. Привлекал внимание современников своим последовательным и сильным консерватизмом, который сделал его постоянным критиком иностранного влияния на датскую литературу.
Был женат на Герде Пуггаард (дат. Gerda Puggaard). Отец писателя и эссеиста Якоба Палудана и библиотекаря Ханса Оге Палудана.

## Биография
В 1962 году Юлиус Палудан стал студентом Латинской школы Хорсенса, по кончании которой в 1868 получил степень кандидата богословия, несмотря на то что уже тогда его в основном интересовала только литература. После окончания учёбы изучал итальянский и английский языки, затем заинтересовался французским языком и литературой и спустя полгода уехал в Париж. Живя во Франции, Юлиус изучал французский и провансальский языки, путешествовал по Швейцарии и Рейнскому региону. 
По возвращении домой в 1871 году стал преподавать в учебных заведениях Копенгагена и написал свой «Взгляд на историю французской национальной литературы» (дат. Udsigt over den franske Nationallitteraturs Historie, 1874). В 1877 году Юлиус Палудан стал выступать с критикой основных работ Георга Брандеса. В 1878 году стал доктором филологии, защитив диссертацию о книге Людвига Хольберга "Нильс Клим", в которой положил начало крупномасштабных исследований иностранного влияния на датскую национальную литературу. Уехав в 1979 году в Норвегию и Швецию, Палудан занялся изучением системы высшего образования в школах этих стран, по результатам которого опубликовал в 1885 году отчёт о высшем образовании в скандинавских странах, благодаря которому в 1888 году стал членом Датской инспекции высшего образования. В 1884 году Палудан начал работать адъюнкт-профессором скандинавской литературы, а в 1892 стал профессором истории датской литературы и ординарным профессором эстетики в Копенгагенском университете. Преподавание истории датской литературы оставалось его основной работой в качестве преподавателя в университете до самого его отъезда в 1918 году во Фредериксберг.

В 1896 году он опубликовал книги «Датская литература в средние века» и «Датская литература в период между Реформацией и Хольбергом», в 1913 году книгу «Датская литература в период Хольберга» - справочные издания, незаменимые для всех, кто имеет дело с датской литературой. В 1897 году опубликовал серию лекций «Эмиль Золя и натурализм», затем книгу «Иностранное влияние на датскую национальную литературу в XVII и XVIII веках», а в 1910 и 1921 годах два сборника эстетических и литературно-исторических трактатов «Между семестрами» (дат. Mellem Semestrene), посвящённых главным образом темам зарубежной литературы.